# Pissed Me Off
«Pissed Me Off» — провідний сингл американського репера Lil Durk з його сьомого студійного альбому 7220, виданий 15 жовтня 2021 р. Є першим сольним окремком виконавця того року.
Дерк уперше показав «Pissed Me Off» в Instagram Live 24 липня 2021 року, перед своїм виступом на Rolling Loud того ж дня. 14 жовтня 2021 року він анонсував дату виходу пісні разом із кліпом на неї через допис в Instagram, попросивши залишити 50 тис. коментарів до нього.

## Опис
Джессіка Маккінні з Complex Networks описала пісню як «жорстку та агресивну», Дерк читає реп про «вуличну діяльність, зброю та інше». Виконавець починає пісню із вшанування пам'яті свого загиблого брата D-Thang. У куплеті він згадує про вторгнення в його будинок у липні 2021 року і про те, як він і його дівчина Індія Роял вступили в перестрілку зі зловмисниками. Він віддає шану реперові King Von, своєму близькому другу, убитому в листопаді 2020 року.

## Відеокліп
Сингл вийшов в один день із кліпом. Режисер: Jerry Productions. У ньому Дерк курить марихуану й танцює на вулиці. Станом на грудень 2024 року відео мало понад 43 млн переглядів.

## Чартові позиції
| Чарт (2021)                             | Найвища позиція |
| --------------------------------------- | --------------- |
| Канада (Canadian Hot 100)               | 63              |
| Billboard Global 200                    | 67              |
| США (Billboard Hot 100)                 | 39              |
| США (Hot R&B/Hip-Hop Songs) (Billboard) | 10              |

## Сертифікації
| Регіон                                                      | Сертифікація | Продажі |
| ----------------------------------------------------------- | ------------ | ------- |
| США (RIAA)                                                  | Золотий      | 500 000 |
| продажі+прослуховування, що базуються лише на сертифікаціях |              |         |